# 모리야마 료코
모리야마 료코(일본어: 森山 良子, 1948년 1월 18일 ~ )는 일본의 가수이자 배우다. 본명을 사용한다.
도쿄도 출생으로, 샌프란시스코 태생의 재즈 트럼펫 연주자인 아버지 모리야마 히사시 (森山久)와 재즈 가수였던 어머니 아사다 요코 (浅田陽子) 사이에서 태어났다. 재즈 뮤지션인 부모의 영향으로 집에는 재즈 레코드 판이 가득했고, 서양 음악을 들으며 성장했기에 중학생 무렵부터 재즈 가수를 목표로 했다. 모리야마는 학창 시절, 선배이자 영화 감독 쿠로사와 아키라의 아들 쿠로사와 히사오 (黒澤久雄)의 영향으로 포크를 접하게 된다. 1966년 당시 히사오는 '더 브로드 사이드 포'라는 포크 밴드를 만들어 〈젊은이들〉(若者たち)라는 곡을 히트시킨 유명인이었다. 모리야마는 그 무렵 히사오에게 미국의 인기있는 포크 가수 존 바에즈의 앨범을 받게 되고, 그것을 계기로 포크 송에 흥미를 갖게 된다.
1967년 1월, 존 바에즈는 콘서트를 위해 도쿄에 방문하였으며, 모리야마는 콘서트 시작 전에 분장실에 방문하여 바에즈와 이야기 할 기회를 갖는다. 바에즈는 모리야마와의 대화 중 그녀가 자신의 노래를 부를 수 있음을 알게 되었고, 그 자리에서 노래를 불러보라 권했다. 모리야마의 노래를 들은 직후, 바에즈는 그녀를 무대 오프닝에 올리는 판단을 한다. (직후 쿠로사와에게 소개를 받은 프로듀서는 그녀를 "일본의 존 바에즈"로 데뷔시키려 한다.) 모리야마는 이후에 예정되어 있던 콘서트 TV 중계에도 출연하며 전국적으로 얼굴을 알린다. 콘서트 이후, 모리야마는 긴자에서 30분 정도의 시간동안 〈이 넓은 들판 가득〉(この広い野原いっぱい 코노히로이노하라잇파이[*])라는 곡을 만들어 내었으며, 당시 인연이 닿아 출연하고 있던 라디오 프로그램에 소개하게 되고 청취자들로부터 큰 반향을 얻었다. 결국 1967년 2월, 모리야마는 쿠로사와 프로덕션을 통해 포크 가수로 데뷔했다.
1960년대 후반부터 70년대에 걸쳐 히트곡을 많이 불렀으며, 중간에 출산으로 인해 활동을 중단한 시기가 있었으나 1972년에 복귀했다. 1998년 나가노 올림픽 개막식에서 어린이들과 함께 나가노 올림픽 스타디움에서 주제가를 불렀으며, 이 모습은 전세계로 방영되었다. 1998년부터 2000년 사이에 여러 음반들에서 공개된 〈눈물이 주룩주룩〉(なだそうそう 나다소소[*])이 화제를 불러일으켜 2002년의 제44회 일본레코드대상에서 작사상을 수상했으며, 2006년의 48회 대상에서도 특별상을 수상했다. 또한 2001년 발표한 〈사탕수수밭〉(さとうきび畑 사토키비바타케[*]) 역시 제44회 일본레코드대상에서 최우수가창상을 수상했다.
여배우로서는 1985년 TBS에서 방송되었던 《금요일의 아내들에게 3》에서 처음으로 드라마 출연을 했으며, 2002년 《아버지》(TBS), 2004년 《부부.》 등에 출연하며 활동을 이어갔다.
자식이 둘 있는데, 장녀 모리야마 나호 (森山奈歩, 1971년 ~ )는 첫 번째 남편과의 사이에서 태어났으며, 전 남편과는 75년에 이혼해 양육권을 모리야마 료코가 가졌다. 나호는 여성 듀오 Petty Booka의 멤버로 1999년 가입해 2005년까지 활동했고, 2006년 10월 일본의 희극인 오기 히로아키와 결혼해 2009년 여자 아이를 낳았다. 두 번째 남편 제임스 타키 (ジェームス滝)로부터 장남 모리야마 나오타로 (1976년 ~ )를 낳았고, 아들 역시 뮤지션으로 활동하고 있다. 장녀 나호가 나오타로의 매니저를 맡고 있다.

## 출연 작품

### 영화
- 용과 주근깨 공주 (2021년) - 요시타니씨 역